# 进步学生运动
进步学生运动（希臘語：Προοδευτική Κίνηση Φοιτητών）是塞浦路斯的一个学生组织。1974年10月，该组织在雅典成立。它活跃于塞浦路斯、希腊、英国以及其他欧洲国家的大学，服务于塞浦路斯学生。它是劳动人民进步党青年翼联合民主青年组织的一个分支。它通过为成员提供住宿和帮助学生参与社交网络，促进劳动人民进步党与社会的关系。2012年，它在塞浦路斯的学生选举中获得40%的选票。